# Droit de jauge et de courtage
 (signalé en mai 2025).
Si vous disposez d'ouvrages ou d'articles de référence ou si vous connaissez des sites web de qualité traitant du thème abordé ici, merci de compléter l'article en donnant les références utiles à sa vérifiabilité et en les liant à la section « Notes et références ».
- Archive Wikiwix
- Bing
- Cairn
- DuckDuckGo
- E. Universalis
- Gallica
- Google
- G. Books
- G. News
- G. Scholar
- Persée
- Qwant
- (zh) Baidu
- (ru) Yandex
- (wd) trouver des œuvres sur Wikidata

En France, sous l'Ancien Régime, les droits de jauge et de courtage sont des impôts royaux sur le débit des boissons, perçus dans toute la France.
Le droit de jauge est perçu une seule fois. Il est de 6 sous pour le muid (environ 268 litres) de vin, 6 livres pour la bière et le cidre, 15 pour l'eau-de-vie.
Le droit de courtage est perçu à chaque vente et est le double du droit de jauge.